# Centromerus obscurus
Centromerus obscurus är en spindelart som beskrevs av Friedrich Wilhelm Bösenberg 1902. Centromerus obscurus ingår i släktet Centromerus och familjen täckvävarspindlar. Inga underarter finns listade i Catalogue of Life.